# Comptador
|  | Per a altres significats, vegeu «Comptador (desambiguació)». |

Comptador síncron de 4 bits

En electrònica digital, un comptador (counter en anglès) és un circuit seqüencial construït a partir de biestables i portes lògiques capaç de realitzar el còmput dels impulsos que rep a l'entrada destinada a aquest efecte, emmagatzemar dades o actuar com a divisor de freqüència. Habitualment, el còmput es realitza en un codi binari, que sovint serà el binari natural o el BCD natural.
- Segons la forma en què commuten els biestables, es pot parlar de comptadors síncrons (tots els biestables commuten alhora, amb un senyal de rellotge comú) o asíncrons (el rellotge no és comú i els biestables commuten un darrere l'altre).
- Segons el sentit del compte, es distingeixen en ascendents, descendents i UP-DOWN (ascendents o descendents segons el senyal de control).
- Segons la quantitat de nombres que poden comptar, es pot parlar de comptadors binaris de n bits (compten tots els nombres possibles de n bits, des de 0 fins 2n-1), comptadors BCD (compten del 0 al 9) i comptadors Mòdul N (compten des del 0 fins al N-1.

El nombre màxim d'estats pels quals passa un comptador s'anomena mòdul del comptador. Aquest nombre està determinat per l'expressió 2n, on n indica el nombre de bits del comptador. Exemple, un comptador de mòdul 4 passa per 4 estats, i comptaria del 0 al 3. Si necessitem un comptador amb un mòdul diferent de 2n, el que farem és afegir un circuit combinacional.

## Nota
1. ↑  Martin U. Reissland. Electrical measurements: fundamentals, concepts, applications.  bohem press, 1989, p. 229–. ISBN 9788122400724 [Consulta: 4 juny 2011].